# Ядерный взрыв в Донецкой области
Объект «Кливаж» — подземный ядерный взрыв мощностью 0,3 кт в тротиловом эквиваленте, который был осуществлён на территории Донецкой области Украинской ССР на восточном крыле шахты «Юнком» (город Юнокоммунаровск, Енакиевского горсовета, ПО «Орджоникидзеуголь») на глубине 903 метров между угольными пластами «Девятка»(l4) и «Кирпичёвка» (l21) 16 сентября 1979 года в 9 часов (GMT) .
Цель взрыва — снижение напряжения в горном массиве, что в конечном счете должно было повысить безопасность отработки угольных пластов. Это был ядерный взрыв № 530, произведённый в СССР.

## История
До 1979 года на шахте «Юнком» была максимальная в Центральном Донбассе частота внезапных выбросов угля и газа, связанных с нарушенным состоянием горного массива, обусловленным влиянием Юнкомовского Северного, Брунвальдского и других надвигов (42 % пластов, которые разрабатывались на шахте «Юнком», находились в зоне тектонических нарушений).
Взрыв производился на глубине 800 метров.
В результате ядерного взрыва возникла полость радиусом 5—6 м, вокруг которой сформировалась зона смятия и дробления радиусом 20—25 м.
Уровень радиоактивности в горных выработках и шахтных водах за период наблюдений 1979—2000 годов находился на фоновом уровне. После проведения взрыва отмечалось снижение частоты выбросов угля и породы. В период 1980—1985 годов на горизонте 826 м, расположенном на 77 м выше уровня зарядной камеры, закончилась выработка угольных пластов «Мазур» и «Девятка».
Работы по объекту «Кливаж» проводились институтом «ВНИПИпромтехнологии».
Точные данные о величине заряда и глубине его заложения остаются секретными.
В 2002 году как неперспективная шахта «Юнком» была закрыта и в наше время беспокойство экологов вызывает опасность затопления шахты, где проводился атомно-взрывной эксперимент «Кливаж», что, согласно докладу Министра экологии и природных ресурсов Украины Василия Яковлевича Шевчука, может привести к радиоактивному загрязнению подземных вод.
14 апреля 2018 года представители самопровозглашенной ДНР анонсировали прекращение откачки воды из шахты «Юнком» ввиду отсутствия средств в бюджете, что, по предположению некоторых экспертов, приведет её к затоплению и выходу на поверхность радиоактивных подземных вод.